# Vanimo
Vanimo è una cittadina della Papua Nuova Guinea e capoluogo della Provincia di Sandaun. Ha 9 809 abitanti. La chiesa della Santa Croce è la procattedrale della diocesi di Vanimo.